# Jaike Belfor
Jaike Belfor (Willemstad, 5 januari 1978) is een Nederlands actrice.

## Biografie
Belfor studeerde aan de toneelschool van de Hogeschool voor de Kunsten Utrecht. Ze speelde vier seizoenen de rol van gevangene Boomer in Celblok H. 
Belfor speelde in verschillende theatervoorstellingen zoals Maastheater en Toen wij van Rotterdam vertrokken. De laatste voorstelling werd genomineerd voor een Gouden Krekel.
Belfor heeft naast haar werk als actrice eveneens een tijd als comédienne opgetreden. In 2009 bereikte ze de finale van het Leids Cabaret Festival. 
Ze was in 2018 meermaals te zien in De Slimste Mens en in 2019 vertolkte ze de rol van jurylid Camilla in de televisieserie De club van lelijke kinderen: De staatsgreep.
Ze nam in 2020 deel aan het twintigste seizoen van Wie is de Mol? Ook is ze te zien in de webserie #Fitgirls (2019) met onder anderen Joshua Feyton, Zoë Livay, May Hollerman en Carré Albers.
In 2020 vertolkte ze de rol van rechercheur Silva in seizoen 2 van Mocro Maffia.
In 2023 mocht ze nogmaals deelnemen aan De Slimste Mens, ditmaal de "All-Stars" editie. Hier won ze in de finale van Tina Nijkamp. Ook in 2025 deed Belfor mee aan De Slimste Mens, ter gelegenheid van het 25ste seizoen. Dit keer viel ze al na een aflevering af.